# Закъсняло пълнолуние
„Закъсняло пълнолуние“ е български игрален филм (семейна драма) от 1996 година, по сценарий и режисура на Едуард Захариев. Оператор е Емил Христов. Музиката във филма е композирана от Кирил Дончев.
Това е последният филм на режисьора Едуард Захариев, който е и продуцент на филма.

## Сюжет
Ицхак Финци е в ролята на Стареца, който живее със сина си, снаха си и внука си. Неразбирането между поколенията е налице. Скоро Старецът е изпратен в старчески дом. Но той не приема това и избягва, за да странства из променящата се България.

## Актьорски състав
- Ицхак Финци – Стареца – Георги Пенев Доков
- Николай Урумов – Синът – Иван Георгиев Доков
- Виргиния Келмелите – Снахата Тамара
- Валери Дренников – Внукът Емил
- Ванча Дойчева – Медицинската сестра от старческия дом
- Георги Черкелов – Кольо, приятел на Стареца
- Георги Русев – Жоро, приятел на Стареца
- Сотир Майноловски – Гено, старецът с наследството
- Ивана Карайорданова – Жана
- Иван Несторов – Приятелят от америка Мони
- Антон Радичев – Приятелят на Иван
- Нели Топалова – Приятелката на Тамара
- Велизар Бинев – Психологът
- Стоян Гъдев – Злият от старческия дом
- Елена Лафазанова
- Златина Тодева – баба от старческия дом
- Йордан Спиров – мъж от старческия дом
- Георги Кишкилов – мъж от кръчмата
- Иван Гайдарджиев – мъж от старческия дом
- Гергана Данова
- Румяна Първанова
- Георги Кокаланов
- Методи Атанасов
- Митко Марков
- Георги Хиндимов
- Елена Лафазанова
- Димитър Иванов
- Димитър Лефтеров
- Йордан Стоилов
- Христо Андонов
- Мила Кутева
- Мариана Стоилова
- Павел Буянов
- Гинко Христов
- Александър Починков
- Радост Костова
- Свобода Молерова
- Васил Вачев
- Цветана Гайдарджиева
- В. Москов
- Я. Янчев
- В. Ангелоев
- В. Манафски
- Ю. Петкова
- А. Минчев
- О. Цалова
- А. Младенов
- П. Бъчваров
- Суднир Протапсинг – мъжът от Шри Ланка

## Награди и номинации
- 1996–1997 г. – Награда на СБФД за най-добър игрален филм на режисьора Едуард Захариев (посмъртно)
- 1996–1997 г. – Награда на СБФД за режисура на Едуард Захариев
- 1996–1997 г. – Награда на СБФД за поддържаща мъжка роля на Николай Урумов
- 1996–1997 г. – Награда за мъжка роля на Ицхак Финци
- 1997 г. – Номинация за Кристален глобус